# جارديل (لاعب كرة قدم)
جارديل هو لاعب كرة قدم برازيلي في مركز الدفاع، ولد في 10 أكتوبر 1989 في بلوميناو في البرازيل. لعب مع ريد بل براغانتينو.

## وصلات خارجية
- جارديل (لاعب كرة قدم) على موقع قاعدة بيانات كرة القدم.إي يو (الإنجليزية)
- جارديل (لاعب كرة قدم) على موقع Soccerway.com (الإنجليزية)